# Bedřich Slaný
Bedřich Slaný ( 20. ledna 1932 - 11. října 1980) byl český motocyklový závodník, reprezentant v ploché dráze.

## Závodní kariéra
V Mistrovství Československa na klasické ploché dráze v roce 1961 skončil na 10. místě, v roce 1962 na 2. místě a roce 1963 na 22. místě. V mistrovství světa družstev 1962 skončil na 4. místě. V Mistrovství světa jednotlivců skončil v roce 1960 na 15. místě v kontinentálním finále, v roce 1961 skončil v kontinentálním finále na 12. místě a v roce 1962 skončil v kontinentálním finále na 9. místě.